# オーギュスト・ヴィリエ・ド・リラダン
ジャン＝マリ＝マティアス＝フィリップ＝オーギュスト・ド・ヴィリエ・ド・リラダン伯爵（フランス語: Jean-Marie-Mathias-Philippe-Auguste, comte de Villiers de l'Isle-Adam、 1838年11月7日 - 1889年8月19日）は19世紀フランスの作家、詩人、劇作家。象徴主義・フランス文学を代表する存在の一人。

## 生涯
ブルターニュ地方サン＝ブリユーにて大貴族の家系に生まれる。父ジョゼフ＝トゥサン侯爵と母マリ＝フランソワーズ（旧姓ル・ネヴー・ド・カルフォール）はいずれも裕福でなく、母方のおばのド・ケリヌー夫人から仕送りを受けて暮らしていた。父は、マルタ騎士団の失われた財宝（フランス革命中にカンタン近郊に埋められたと伝えられる）を発見して家門を再建するという妄念に取りつかれており、宝捜しのために莫大な金を費やして土地を買い漁り、掘り返し、何ら価値あるものを見つけられぬまま大損を出して土地を売り渡すということを繰り返していた。
リラダン少年は問題児であり、学校を6回以上にわたって転校したが、子供の頃から詩作と作曲に才能を示していたため、家族からは芸術の天才と信じられていた。ブルターニュ時代には恋人の死という出来事にも遭遇した。この出来事は、彼の文学的想像力に多大な影響を残すこととなった。
リラダンは1850年代後半からたびたびパリを訪れ、この都で芸術の虜となった。1860年にはおばの遺産が転がり込んだため、生涯パリで暮らして行けるだけの財産が手に入った。そのころ彼は既に機智あふれる酔談によって数々の文学サークルで有名人となっていた。ボヘミアン生活を送るようになった彼は、有名なカフェLa Brasserie des Martyrsで崇敬するボードレールに出会い、自ら訳もしたポーの作品を読むように奨められた。こうしてボードレールとポーはリラダンの文学に最も大きな影響を及ぼすに至った。しかし彼の最初の著書Premières Poésies（処女詩集,1859年、自費出版）は韻文であり、内輪以外ではほとんど反響を呼ばなかった。このころ彼はルイーズ・デョネと同棲し始めたが、ルイーズは名だたる淫婦だった。このため、一門の名声に傷がつくことを恐れたリラダン一族によって彼はソレーム修道院に入れられ、頭を冷やさなければならなかった。彼は信仰において甚だしく正道を踏み外していたが、それでも終生熱烈なカトリック信徒でありつづけた。
1864年、とうとうルイーズとの関係が破局を迎えた。しかし、一門の家格にふさわしい花嫁を得ようというリラダンの努力はことごとく徒労に終わった。1867年、彼はテオフィル・ゴーティエに向かって娘のエステルを嫁にくれるよう掻き口説いたが、ゴーティエは若い時期の経験からボヘミアンの世界にうんざりしていたため、生活力のない芸術家に娘をくれてやる気などさらさらなく、リラダンの求めをはねつけた。リラダン家の側でもこの結婚には大反対だった。資産ある英国女性アンナ・エア・パウエルとの結婚話も、同様にお流れとなった。とうとうリラダンはベルギーの御者の未亡人でマリ・ダンティーヌという無教養な女性と一緒に暮らし始めた。1881年、マリは彼の息子ヴィクトール（愛称は「トトール」）を出産した。
1869年、崇敬するリヒャルト・ワーグナーをトリープシェンに訪問した。自作の戯曲La Révolteの原稿を朗読したリラダンは、ワーグナーから「本物の詩人だ」と讃えられた。翌年もワーグナーを訪れたが、この時は普仏戦争勃発のために中断を余儀なくされた。（このときリラダンは国民衛兵の指揮官として従軍している。）最初のうち、彼はコミューンの愛国精神に感動し、マリユス（Marius）という変名でTribun du peupleに提灯記事を書いたものの、ほどなく革命軍の暴力沙汰に嫌気がさしてしまった。
1871年に悲劇が訪れた。母方のおばのド・ケリヌー夫人が亡くなり、それによって生計の途を失ったのだ。リラダンは数多の文学サークルに崇拝者（中でも最重要人物は親友のマラルメだった）を持っていたが、同時代の文壇では彼の小説作品はあまりに風変わりで大衆受けしない代物だったし、興行界からも彼の戯曲は成功の見込みが薄いと見なされていた。リラダンは家族を養うために半端仕事を始めざるを得なかった。ボクシングのコーチをしたこともあったし、葬儀場で働いたこともあった。香具師の使い走りをしたこともあった。虎がぎっしり詰まった檻の中で自作の詩を朗読して見物人から金を取ろうと考えたこともあったが、やがてもっといい考えを思いついた。彼の友人レオン・ブロワによると、リラダンは代表作『未来のイヴ』（L'Ève future）の大半を、剥き出しの床に寝そべって執筆したという。なぜなら、強制執行官が家具を全部持って行ってしまったからである。こうした彼の貧困は、貴族的な誇りをかきたてるばかりだった。1875年には、祖先の一人であるマレシャル・ジャン・ド・ヴィリエ・ド・リラダンを侮辱した廉で、或る劇作家を訴えたこともある。1881年、彼はレジティミストの政党から議会選に立候補したが落選した。
1880年代になると、リラダンの運勢はやや変わり始めた。文学的に認められ出したのだ。しかし金がないのは相変わらずだった。彼の『残酷物語』（Contes cruels）がカルマン＝レヴィ出版社から刊行されたものの、印税は雀の涙だった。しかしながら、この作品に注目したユイスマンスは『さかしま』（À rebours）の中でリラダンを褒め称え、ステファヌ・マラルメは激賞の書簡を出した。しかし時既に遅く、リラダンは胃癌に冒されていた。死の床で彼はとうとうマリ・ダンティーヌを入籍した。こうして最愛の息子「トトール」はようやく私生児の汚名から逃れることが出来たのである。

## 著作
リラダンの作品はロマン主義の体裁をとり、構想の奇抜さや神秘趣味、恐怖描写に特色がある。代表作は、遺作となった戯曲『アクセル』Axël（1890年）、長篇小説『未来のイヴ』L'Ève future（1886年）、短篇小説集『残酷物語』Contes cruels（1883年）であろう。特に『未来のイヴ』は、登場する人造人間に初めて「アンドロイド（Andréide）」という呼称を用いた作品とされている。
初期の怪奇小説『クレール・ルノワール』Claire Lenoir（1867年）はオプトグラフィー（動物が死ぬ直前に見た映像は網膜に記録されているという迷信）を最初に扱った小説として知られる。
『アクセル』は、"Vivre ? les serviteurs feront cela pour nous"（「生活?　そんなことは召使どもに任せておけ」）という言葉でも知られる。
- Premières poésies - 初期詩集 1859年
- イシス Isis - 長篇小説（未完） 1862年
- エレン Elën - 散文による三幕劇 1865年
- モルガーヌ Morgane - 散文による五幕劇 1866年
- 反抗 La Révolte - 一幕劇 1870年
- 新世界 Le Nouveau Monde - 戯曲 1880年
- 残酷物語 Contes cruels - 短篇小説集 1883年
- 未来のイヴ L'Ève future - 長篇小説 1886年
- 至上の愛 L'Amour suprême - 短篇小説集 1886年
- トリビュラ・ボノメ Tribulat Bonhomet - 『クレール・ルノワール』 Claire Lenoir[注 1] を含む短篇小説集 1887年
- 脱走 L'Évasion - 一幕劇 1887年
- 奇談集 Histoires insolites - 短篇小説集 1888年
- 新残酷物語 Nouveaux contes cruels - 短篇小説集 1888年
- Chez les passants - 短篇小説集、評論雑纂 1890年
- アクセル Axël - 遺作の戯曲 1890年

## 日本での受容
大正・昭和初期に、フランス文学者の辰野隆が講読紹介し、鈴木信太郎・伊吹武彦等と『リイルアダン短編集』（上・下、弘文堂書房→岩波文庫）を訳した。門下生では特に渡辺一夫が『未来のイヴ』（白水社→岩波文庫 上・下）『トリビュラ・ボノメ』（白水社）を訳し、『ヴィリエ・ド・リラダン覺書』（弘文堂書房、1940年→『渡辺一夫著作集7』 筑摩書房）を刊行している。
齋藤磯雄はリラダンの翻訳紹介に生涯を捧げ、戦前より三笠書房等で訳書を刊行、『ヴィリエ・ド・リラダン全集』（東京創元社（全5巻）、限定版 1974-75年→普及版1977年）に結実した。齋藤の訳書は三島由紀夫の初期作品に多大な影響を与えた。なお義弟の作家・柴田錬三郎は代表作『眠狂四郎』など、自作においてリラダンの小説作法から多大な影響を受けていると語っている。齋藤訳は『残酷物語』（筑摩叢書、2010年に電子書籍化）と『未来のイヴ』（創元ライブラリ文庫）が重版している。
21世紀に入っての新訳は『未来のイヴ』（高野優訳、光文社古典新訳文庫、2018年9月、電子書籍も刊）、『残酷物語』（田上竜也訳、水声社、2021年7月）が刊行された。
他に短編集『最後の宴の客』（釜山健・井上輝夫訳、国書刊行会「バベルの図書館」、1992年、新編版2012年）、また『残酷物語』の一篇である短編『ヴェラ』は、菅野昭正訳（世界の文学、集英社）、山田稔訳（フランス短篇傑作選、岩波文庫）、大浜甫訳（世界文学全集40・講談社）、滝田文彦訳（フランス幻想小説傑作集 白水社、のち白水Uブックス）がある。
書誌は私家版で『森 別冊 特輯ヴィリエ・ド・リラダン』（森開社、1982年、新版2006年）、『ヴィリエ・ド・リラダン 移入翻譯文献書誌』（小野夕馥 編著、森開社、2007年12月）に詳しい。